# 原英史 (野球)
原 英史（はら ひでふみ、1972年5月27日 - ）は、日本の元プロ野球選手（外野手）、野球指導者。

## 来歴・人物
堀越高校では1年夏からレギュラーとなり、五番・一塁手を務めて選手権大会に出場。2年夏は西東京大会決勝で敗退、秋から主将を任され、さらに四番でエースとなったが3年春から桑原秀範監督の判断で中堅手に転向した。高3夏には荒井昭吾らとともに西東京大会屈指の好打者との評価を受けている。西東京大会四回戦の対日本学園では2本塁打・7打点を挙げるなどの活躍を見せたが、準決勝で日大鶴ケ丘に敗れた。
当時のヤクルトの野村克也監督が自身の三男の野村克則を応援に行った際に堀越高校の克則の一学年上の原にほれ込み、自らスカウト活動をし、高校通算39本の長打力などが評価され、1990年のドラフト会議でヤクルトスワローズから5位で指名され入団。
1992年はカリフォルニアリーグのサリナス・スパーズに野球留学し、二軍で6試合出場、18打数5安打3本塁打8打点の成績を残した。一軍での出場はなく、1994年にスワローズを退団した。
引退後は宮崎県川南町に住み、2005年には翌年の梅田学園ベースボールクラブ宮崎の設立にともない監督に招聘された。2006年限りで監督を辞め、その後は他のアマチュアチームで選手や監督を務めている。

## 詳細情報

### 年度別打撃成績
- 一軍公式戦出場なし

### 背番号
- 58 （1991年 - 1994年）